# Ousmane Camara (futbolista nacido en 2001)
Ousmane Camara (Conakri, 20 de febrero de 2001) es un futbolista guineano que juega en la demarcación de delantero para el CD Castellón de la Segunda División de España.

## Trayectoria
Camara nació en Conakri, Guinea, siendo el último de 6 hermanos. A los 17 años decidió abandonar el país y se dirigió a Mali, luego a Guinea, antes de aterrizar en Libia, donde estuvo encarcelado durante 3 meses. Escapó de la prisión tras una pelea entre reclusos y guardias y llegó a un campo de refugiados en el Mediterráneo, antes de llegar a Italia en patera. Casi ahogándose 
En 2018, llamó la atención del AJ Auxerre y se unió a su academia juvenil.
En 2019, ascendió al AJ Auxerre II y firmó un contrato profesional que lo mantuvo en el club hasta 2022. En la temporada 2022-23, fue uno de los máximos goleadores del AJ Auxerre II en la Championnat National 2. 
El 27 de diciembre de 2022, amplió su contrato con el club por 2+1 años. El 28 de diciembre de 2022, hizo su debut profesional con el primer equipo del AJ Auxerre en la derrota por 3-2 de la Ligue 1 ante el AS Mónaco.
El 24 de enero de 2024, Camara fue cedido al FC Annecy de la Ligue 2. 
El 28 de agosto de 2024, firma por el CD Castellón de la Segunda División de España.

### Selección nacional
Tras jugar en las categorías inferiores de la selección, finalmente hizo su debut con la selección de fútbol de Guinea el 10 de junio de 2024 en un encuentro de clasificación para la Copa Mundial de Fútbol de 2026 contra Mozambique que finalizó con un resultado de 0-1 a favor del combinado mozambiqueño tras el gol de Geny Catamo.

## Clubes
| Club               | País    | Año       | Partidos | Goles |
| ------------------ | ------- | --------- | -------- | ----- |
| AJ Auxerre II      | Francia | 2019-2024 | 64       | 24    |
| AJ Auxerre         | Francia | 2022-2024 | 15       | 2     |
| FC Annecy (cedido) | Francia | 2024      | 15       | 6     |
| CD Castellón       | España  | 2024-     | 8        | 2     |